# Mata Amritanandamayi
Mata Amritanandamayi Devi (sanskrit: Mātā Amṛtānandamayī Devī)  eller Amma, även Ammachi, född 27 september 1953 i Parayakadavu, Kerala, är en sydindisk hinduisk andlig lärare med en välgörenhetsorganisation. Amma är känd som "det kramande helgonet".

## Biografi
Amritanandamayi är en indisk guru från Parayakadavu (idag delvis känd som Amritapuri), Alappad Panchayat, Kollam-distriktet i delstaten Kerala.
Amritanandamayi föddes 27 september 1953 som Sudhamani Idamannel i Parayakadavu, en liten fiskeby i distriktet Kollam i Kerala. Hon föddes in i en fiskarfamilj, som tredje barnet till Sugunanandan och Damayanti. Hon har sex syskon. Hennes favoritgud var Krishna. Redan från tidig ålder började hon att tillbe och fälla tårar i sin längtan efter Krishnas darshan, och hon komponerade och sjöng improviserade, tillbedjande sånger till herren Krishna.
Hon slutade skolan vid nio års ålder. Hon fick lov att på heltid ta hand om sina yngre syskon och göromålen i hushållet när hennes mamma blev sjuk.
Som del av hennes hushållsarbete brukade Amritanandamayi samla in matavfall från sina grannar för att ge till familjens kor och getter. Där möttes hon ofta av mycket fattigdom och lidande. Hon tog då med sig mat och kläder från sitt eget hem för att ge till dem som behövde. Det uppskattade inte hennes egen familj, som inte heller var rik, utan hon blev utskälld och straffad. Amritanandamayi började också spontant att krama dem som behövde tröstas i sin sorg.
Trots sina föräldrars reaktioner fortsatte Amritanandamayi. Angående varför hon kramar alla kommenterar Amritananda följande: "Jag ser inte till om det är en man eller kvinna. Jag ser ingen som skild från mitt eget själv. En oavbruten ström av kärlek flödar från mig och ut till hela skapelsen. Det är min inre medfödda natur. Läkarens plikt är att behandla patienter. På samma sätt är det min plikt att trösta dem som lider".
Amma är känd som "det kramande helgonet". Sedan 1987 reser hon världen runt och omfamnar människor, ibland så många som 50 000 på ett dygn. Andliga övningar, kärlek, närvaro och osjälviska handlingar är grunden i hennes lära.

## Ammas darshan
Amma har sedan de sena tonåren arrangerat darshan-möten. Begreppet darshan betyder "att se" på sanskrit. I den hinduiska rituella traditionen menas att se det heliga genom mötet med en gudabild eller guru. Ofta motsvarar detta att se det heliga i en bild av en gudom placerad i ett tempel. Tron är att genom att se gudomen absorberas kraften från gudomen av den som bevittnar det hela. Darshan tros ha kapaciteten att ge lycka, välmående och nåd till dem som deltar. Medlemmar i Amritanandamayis rörelse använder denna benämning i en överförd betydelse, för mötet med och kramen av Amritanandamayi.
Amritanandamayi har arrangerat darshan sedan hon var i sena tonåren. Hur det började beskriver hon så här: "Människor brukade komma till mig med sina problem. De grät och jag torkade deras tårar. När de föll i min famn brukade jag krama dem. Sedan ville nästa person också det. Och på det viset blev det en vana. Amritanandamayis organisation Mata Amritanandamayi Math hävdar att Amritanandamayi har kramat mer än 33 miljoner människor över hela världen under över 30 år.
Amritanandamayis darshan är central i hennes liv, och hon har omfamnat människor nästan varje dag sedan det sena 1970-talet. Allt fler söker Ammas välsignelser, och det finns gånger när det är så många människor att darshan pågår under 20 timmar utan uppehåll.